# Uczciwi ludzie żyją we Francji
Uczciwi ludzie żyją we Francji (fr. Les gens honnêtes vivent en France) – francuski komediodramat z 2005 roku w reżyserii Boba Decouta. Zdjęcia kręcono w Paryżu i Bogocie. Pierwszy film ze zdjęciami w formacie
Panasonic HD. Za muzykę odpowiadał Dominique Perrier.

## Obsada
- Victoria Abril – Aurore Langlois
- Bruno Putzulu – Rodolphe Clampin
- Hélène de Fougerolles(inne języki) – Agnès Leroux
- Artus de Penguern(inne języki) – François Guérambois
- Patricia Ercole – Pépa Uribé
- Philippe Volter – Bénolo
- Valérie Bonneton – Chloé
- Bob Decout(inne języki)
- Isabelle Ferron(inne języki) – Sabine Charpentier
- Olivier Parenty – Régis
- Franck Godard
- Kepa Amuchastegui(inne języki) – Alvarez Tolédo
- Kike Sarasola
- Patrick Dellmas